# Winston Anglin
Winston Anglin (27 de agosto de 1962 - 5 de setembro de 2004) foi um futebolista profissional da Jamaica. 
Atuava na posição de meio-campista. Disputou a Copa Ouro da CONCACAF de 1991 e de 1993. Morreu em um acidente de trânsito, em 2004.